# Хомберг (Кантон Берн)
Вижте пояснителната страница за други значения на Хомберг.
Хомберг (на немски: Homberg) е село и община в Швейцария, окръг Тун, кантон Берн. Хомберг е разположен на североизток от град Тун на левия бряг в долината на река Цулг и има 505 жители (31 декември 2008). В миналото в общината няма големи купни селища. Днес се е развил селски център в Драйлигас. Други селища са Енценбюел на югоизток от Драйлигас, Хукхаус на изток и Фюрен на север, но съществуват и групи от ферми и изолирани ферми. Целият район на Хомберг е силно залесен – 30,1% от територията на общината са гори, 66,4% е земеделска земя и 3,2% – селища. Най-голямата река е Стегенбах, ляв приток на Цулг.

## Личности
- Луи Айер е роден в Хомберг